# Wednesday Morning, 3 A.M.
Wednesday Morning, 3 A.M. is het debuutalbum van het folk-duo Simon & Garfunkel. Het werd op 19 oktober 1964 uitgebracht door Columbia Records. Het album werd geproduceerd door Tom Wilson, die later onder meer het nummer "Like a Rolling Stone" van Bob Dylan produceerde.
Aanvankelijk kende het album weinig succes, maar toen het in januari 1966 opnieuw werd uitgegeven kon het op meer publiciteit rekenen. Deze her-uitgave bereikte de 30ste positie in de Billboard 200 Albums Charts. Op het album staat een vroege akoestische versie van "The Sound of Silence".

## Tracklist
Alle muziek en teksten zijn geschreven door Paul Simon, tenzij anders aangegeven. 
| Nr. | Titel                                             | Datum van opname | Duur |
| --- | ------------------------------------------------- | ---------------- | ---- |
| 1.  | You Can Tell the World (Bob Gibson)               | 31 maart 1964    | 2:47 |
| 2.  | Last Night I Had the Strangest Dream (Ed McCurdy) | 17 maart 1964    | 2:11 |
| 3.  | Bleecker Street                                   | 10 maart 1964    | 2:44 |
| 4.  | Sparrow                                           | 31 maart 1964    | 2:49 |
| 5.  | Benedictus (Trad., arr. door Simon & Garfunkel)   | 31 maart 1964    | 2:38 |
| 6.  | The Sound of Silence                              | 10 maart 1964    | 3:08 |

| 7.                 | He Was My Brother (Paul Kane, alias Paul Simon) | 17 maart 1964 | 2:48 |
| 8.                 | Peggy-O (Trad.)                                 | 31 maart 1964 | 2:26 |
| 9.                 | Go Tell It on the Mountain (Trad.)              | 31 maart 1964 | 2:06 |
| 10.                | The Sun is Burning (Ian Campbell)               | 17 maart 1964 | 2:49 |
| 11.                | The Times They Are a-Changin' (Bob Dylan)       | 10 maart 1964 | 2:52 |
| 12.                | Wednesday Morning, 3 A.M.                       | 17 maart 1964 | 2:13 |
| Totale duur: 31:38 |                                                 |               |      |

| Nr. | Titel                                                              | Datum van opname | Duur |
| --- | ------------------------------------------------------------------ | ---------------- | ---- |
| 13. | Bleecker Street [Demo]                                             | 10 maart 1964    | 2:46 |
| 14. | He Was My Brother (Alternate Take 1) (Paul Kane, alias Paul Simon) | 17 maart 1964    | 2:52 |
| 15. | The Sun is Burning [Alternate Take 12] (Ian Campbell)              | 17 maart 1964    | 2:47 |

## Bezetting
- Paul Simon - akoestische gitaar, zang
- Art Garfunkel - zang
- Barry Kornfeld - akoestische gitaar
- Bill Lee - bas